# Otto giorni per la vita
Otto giorni per la vita (Eight Days to Live) è un film per la televisione del 2006 diretto da Norma Bailey basato su una storia vera.

## Trama
La patente di guida del diciannovenne Joe Spring viene ripristinata dopo essere stata sospesa per guida sconsiderata. Subito dopo essere stato informato di questo, Joe, chiede ai suoi genitori - Teresa e Tim Spring - di poter guidare da casa loro situata ad Aldergrove fino a Quesnel per partecipare ad un party di sabato sera. I suoi genitori accettano con riluttanza. Joe decide di partire il venerdì dopo il lavoro e guidare di notte e promette ai genitori di chiamarli appena giunto a destinazione.
Nel cuore della notte di sabato i genitori di Joe ricevono una telefonata da qualcuno alla festa che li avvisa che Joe non è arrivato a destinazione. Teresa inizia a tempestare il figlio di telefonate senza che questi risponda. Patti, la fidanzata di Joe, si reca dai genitori del ragazzo e li avvisa che la motivazione per cui Joe è partito un giorno prima era che lui sarebbe dovuto fermarsi a casa di lei per passare la notte insieme. Patti li informa anche che lei lo ha cacciato di casa ed ha rotto il suo telefono quando ha scoperto che Joe era in contatto con una ragazza di nome Lucinda.
Poiché la polizia non sembra essere in grado di fare nulla, Teresa inizia la sua personale ricerca del figlio con l'aiuto del marito e della figlia adolescente di Becca. Teresa e Becca scoprono la password dell'e-mail di Joe e trovano un'e-mail di Lucinda, che vive a Chasm. Le due donne si recano a Chasm e avvicinano Lucinda, la quale nega di aver visto Joe. Teresa poi va al distaccamento Hope dell' RCMP, che suggerisce di creare volantini chiedendo informazioni su Joe perché spiega che non possona aiutarla fino a che Joe non sia scomparso da 48 ore. Un giovane ragazzo indiano al quale Joe ha dato un passaggio, riconosce Joe dal volantino.
Col passare del tempo la polizia inizia ad indagare e trova alcune delle persone con cui Joe ha parlato. Le tracce portano ad un rivenditore di marijuana di nome Weaver, attuale fidanzato di Lucinda, il quale si scopre che è stato aiutato da Joe a trasportare della marijuana nella sua auto.
Grazie alle tracce lasciate dalle carte di credito di Joe, la polizia e i suoi genitori restringono l'area nella quale il ragazzo potrebbe trovarsi. Mentre cerca con una squadra di ricerca Teresa trova un'auto ribaltata che assomiglia all'auto di Joe, ma che un controllo più approfondito rivela non essere quella. Un uomo che Joe ha aiutato a cambiare uno pneumatico riconosce il ragazzo dalle immagini alla TV. La squadra di ricerca e salvataggio si rende quindi conto di aver cercato il giovane nel luogo sbagliato. Si spostano nella nuova posizione appena fuori Hope, ma ancora non riescono a trovare Joe. Ci viene mostrato che il ragazzo, dopo aver aiutato l'uomo a cambiare la gomma, si è addormentato al volante ed è finito fuori strada giù per un fosso.
Il sergente di polizia, Al Ramey, spiega alla famiglia di Joe che avendo la ricerca del ragazzo raggiunto l'ottavo giorno l'elicottero non potrà più essere usato nelle ricerche. Teresa convince la pilota dell'elicottero, Jodeen Cassidy, a compiere per un'ultima volta una ricerca aerea contro gli ordini di Ramey. Mentre sorvolano una certa zona, Teresa nota l'auto di Joe, il quale viene trovato al suo interno ferito gravemente. Il ragazzo riesce comunque a sopravvivere e a rimettersi in sesto.

## Premi e nomination
| Anno | Manifestazione               | Premio            | Categoria                                                                                         | Ricevente                                                                                                | Risultato   |
| ---- | ---------------------------- | ----------------- | ------------------------------------------------------------------------------------------------- | --- | ----------- |
| 2006 | Directors Guild of Canada    | DGC Craft Award   | Outstanding Picture Editing - Television Movie/Mini-Series                                        | Ralph Brunjes                                                                                            | Candidato/a |
| 2007 | Gemini Awards                | Gemini Award      | Miglior film televisivo                                                                           | Christina Jennings, Scott Garvie, Ken Gord, Graham Ludlow, Laurie McLarty, Virginia Rankin e Kelly Rowan | Candidato/a |
| 2007 | Gemini Awards                | Gemini Award      | Best Performance by an Actor in a Featured Supporting Role in a Dramatic Program or Mini-Series   | Shawn Doyle                                                                                              | Candidato/a |
| 2007 | Gemini Awards                | Gemini Award      | Best Performance by an Actress in a Featured Supporting Role in a Dramatic Program or Mini-Series | Tegan Moss                                                                                               | Candidato/a |
| 2007 | Gemini Awards                | Gemini Award      | Miglior regia di una miniserie                                                                    | Norma Bailey                                                                                             | Candidato/a |
| 2007 | Motion Picture Sound Editors | Golden Reel Award | Best Sound Editing in Television: Long Form - Dialogue and Automated Dialogue Replacement         | Alastair Gray e Richard Calistan                                                                         | Candidato/a |
| 2007 | Motion Picture Sound Editors | Golden Reel Award | Best Sound Editing in Music for Television - Long Form                                            | Robert Carli                                                                                             | Candidato/a |
| 2007 | Writers Guild of Canada      | WGC Award         | MOW & Miniseries                                                                                  | David Fraser, Peter Smith e Greg Spottiswood                                                             | Candidato/a |